# Limenitis arnoldi
Limenitis arnoldi är en fjärilsart som beskrevs av Hans Fruhstorfer 1898. Limenitis arnoldi ingår i släktet Limenitis och familjen praktfjärilar. Inga underarter finns listade i Catalogue of Life.